# O Monte do Gozo
Le Monte do Gozo ou Monxoi est une colline et un lieu-dit de la commune de Saint-Jacques-de-Compostelle, en Galice, au nord-ouest de l'Espagne. Le Camino francés du Pèlerinage de Saint-Jacques-de-Compostelle longe ce lieu, duquel les pèlerins aperçoivent la cathédrale, objectif de leur périple.

## Toponymie
Ce lieu est connu sous plusieurs noms, tous semblables. Monte do Gozo est le nom de la colline et signifie littéralement « Mont de la Joie » ; elle est souvent appelée simplement Monxoi, de signification identique. O Monte do Gozo, avec article, est le nom du lieu-dit. Par le passé la forme castillanisée Monte del Gozo pouvait être rencontrée, mais elle est aujourd'hui désuète.
Le nom de cette colline vient de l'allégresse ressentie et exprimée par les pèlerins qui, depuis ce lieu, apercevaient enfin les tours de la cathédrale de Saint-Jacques-de-Compostelle après leur long pèlerinage.

## Administration civile
O Monte do Gozo fait partie, du plus bas au plus haut niveau de l'administration civile : du village de San Marcos, de la paroisse de Santa Eulalia de Bando (gl), de la commune de Saint-Jacques-de-Compostelle, de la comarque de Santiago, de la province de La Corogne, de la communauté autonome de Galice, de l’État de l'Espagne, et de l'Union européenne.

## Histoire
Au Moyen Âge, une chapelle se trouvait sur la colline, construite à la demande de l'évêque de Compostelle Diego Gelmírez en 1105.
À partir de ce point, les pèlerins voyageant à cheval terminaient leur chemin à pied avec leur monture tenue par la bride, comme le fit Alphonse XI de Castille.
La chapelle fut abandonnée au XVIIe siècle.
En 1989, de grands travaux furent réalisés pour accueillir le pape Jean-Paul II, lors de sa venue à l'occasion des Journées mondiales de la jeunesse.
Pour l'année sainte 1993, un grand complexe d'hébergement a été construit, qui sert principalement de cité étudiante aujourd'hui.

## Patrimoine et culture

### Pèlerinage de Compostelle
Le Camino francés du Pèlerinage de Saint-Jacques-de-Compostelle longe ce lieu-dit de O Monte de Gozo (Monte del Gozo en castillan), en venant du centre du village de San Marcos dans la commune de Saint-Jacques-de-Compostelle.
Effectuant, ou non, cette promenade optionnelle, le pèlerin atteint Saint-Jacques-de-Compostelle, qui abrite la cathédrale, objectif final du pèlerinage, qui peut se poursuivre jusqu'à Fisterra.

## Galerie de photos

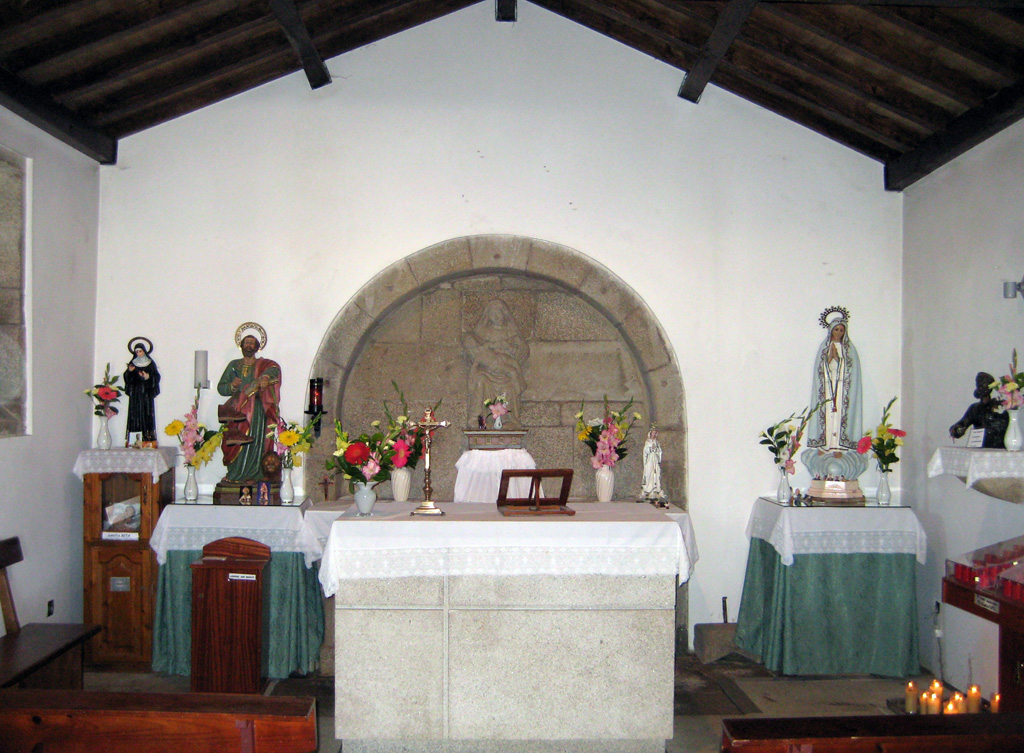
Chapelle du Monte do Gozo
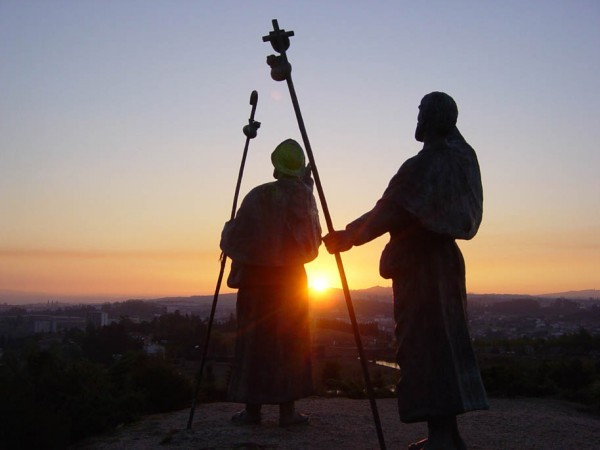
Statues de pèlerins au coucher du soleil.